# Pleurothallis delascioi
Pleurothallis delascioi är en orkidéart som beskrevs av Germán Carnevali och Ivón Mercedes Ramírez Morillo. Pleurothallis delascioi ingår i släktet Pleurothallis och familjen orkidéer.
Artens utbredningsområde är Venezuela. Inga underarter finns listade i Catalogue of Life.